# Barbus erubescens
Barbus erubescens är en fiskart som beskrevs av Skelton, 1974. Barbus erubescens ingår i släktet Barbus och familjen karpfiskar. IUCN kategoriserar arten globalt som akut hotad. Inga underarter finns listade.

## Bildgalleri

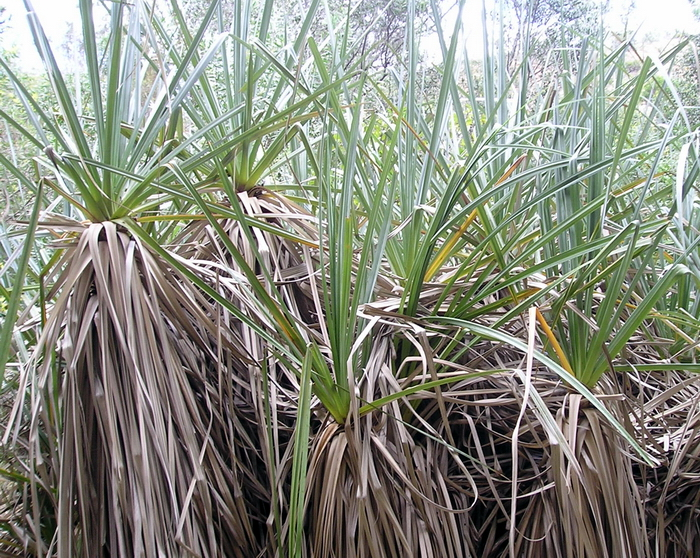